# Francia ai Giochi della XXVII Olimpiade
La Francia partecipò ai Giochi della XXVII Olimpiade, svoltisi a Sydney, Australia, dal 15 settembre al 1º ottobre 2000, con una delegazione di 336 atleti impegnati in ventotto discipline.

## Medaglie
| Medaglia | Atleta  | Sport         | Evento          |
| -------- | ------- | ------------- | --------------- |
| Argento  | Francia | Pallacanestro | Torneo maschile |

## Risultati

### Pallacanestro
- Uomini

| Atleta | Classifica |
| --- | ---------- |
| V · D · M Nazionale francese - Pallacanestro ai Giochi della XXVII Olimpiade - Torneo maschile 4 Sonko · 5 Sciarra · 6 Rigaudeau · 7 Foirest · 8 Bonato · 9 Dioumassi · 10 Risacher · 11 Gadou · 12 Julian · 13 Palmer · 14 Bilba · 15 Weis · All. Jean-Pierre de Vincenzi | Argento    |
| Nazionale francese - Pallacanestro ai Giochi della XXVII Olimpiade - Torneo maschile |            |
| 4 Sonko · 5 Sciarra · 6 Rigaudeau · 7 Foirest · 8 Bonato · 9 Dioumassi · 10 Risacher · 11 Gadou · 12 Julian · 13 Palmer · 14 Bilba · 15 Weis · All. Jean-Pierre de Vincenzi                                                                                                |            |

- Donne

| Atleta | Classifica |
| --- | ---------- |
| V · D · M Nazionale francese - Pallacanestro ai Giochi della XXVII Olimpiade - Torneo femminile 4 Savasta · 5 Le Dréan · 6 Melain · 7 Lawson · 8 Souvré · 9 Sauret · 10 Lesdema · 11 Vivenot · 12 Tonnerre · 13 Fijalkowski · 14 Moussard · 15 Antibe · All. Alain Jardel | 5°         |
| Nazionale francese - Pallacanestro ai Giochi della XXVII Olimpiade - Torneo femminile |            |
| 4 Savasta · 5 Le Dréan · 6 Melain · 7 Lawson · 8 Souvré · 9 Sauret · 10 Lesdema · 11 Vivenot · 12 Tonnerre · 13 Fijalkowski · 14 Moussard · 15 Antibe · All. Alain Jardel                                                                                                 |            |